# オゾン層
|                          | 宇宙空間    |        |          |
|                          | 約10,000 km |        |          |
|                          | 外気圏      |        |          |
|                          | 800 km      |        |          |
|                          | 熱圏        |        |          |
|                          | 電離層      |        |          |
| (カーマン・ライン)       | (100 km)    |        |          |
|                          | 80 km       |        |          |
|                          | 中間圏      |        |          |
|                          | 50 km       |        |          |
|                          | 成層圏      |        |          |
|                          | オゾン層    |        |          |
| 11 km                    |             |        |          |
|                          | 対流圏      |        | 自由大気 |
| 1 km                     | 対流圏      |        |          |
|                          | 対流圏      | 境界層 |          |
| 0 km                     | 対流圏      |        |          |
| ※高度は中緯度の平均 / 表 |             |        |          |

オゾン層（オゾンそう、英: ozone layer、ozonosphere）は、地球の大気の層の一つ。

## 定義
地球の大気中でオゾンの濃度が高い部分のことである。オゾンは、高度約10–50 kmほどの成層圏に多く存在し、特に高度約25 kmで最も密度が高くなる。
一般的には、大気中のオゾンの9割が存在する成層圏の高濃度オゾン帯を指し、高度10–50 km付近とされる。以下、いくつかの定義を挙げる。
高度10–50 kmの成層圏国連環境計画 (UNEP) のQ&A集、およびそれを基に作成された環境省の資料など
高度15–60 kmアメリカ気象学会の用語集による
大気境界層（高度約1 km）より上の大気オゾンの層オゾン層の保護のためのウィーン条約
ちなみに、オゾン濃度が最も高いのは高度20 km付近で、1立方センチメートル (cm²) あたり約10¹³個（= 10兆個）のオゾン分子が存在する。また、オゾンの混合比（乾燥空気に対する質量比）が最も高いのは高度30 km付近で、9–10 ppmである。

## オゾン層の発見
1839年にスイスの化学者クリスチアン・シェーンバインがオゾンを発見し、その特有の臭いから、ギリシャ語で "臭い" を意味する "ozein" に基づいて命名した。1879年にマリー・アルフレッド・コルニュが太陽光のスペクトル観測において、300 nm付近より短い波長の紫外線が地表付近で観測されず、大気による紫外線の遮蔽があることを発見した。1881年にアイルランドの化学者ウォルター・ハートレイは、実験室内で300 nmより短い波長の紫外線がオゾンにより強く吸収されることを発見し（ハートレー帯吸収）、大気による紫外線隠蔽の原因はオゾンであると提案した。1913年にジョン・ウィリアム・ストラット（レイリー卿）は下層大気では紫外線の吸収が無いことを発見した。そして、同1913年には、シャルル・ファブリとアンリ・ビュイソンの2人のフランス人科学者によって「オゾン層」の存在が発見された。1920年には、ゴードン・ドブソンが科学的測定によってオゾン層の存在を証明した。

## オゾンの発生

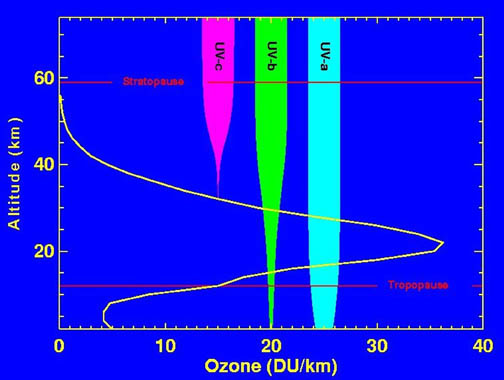
高度（縦軸：km）とオゾン濃度（横軸：ドブソン単位）のグラフ。地上付近の高濃度帯は光化学スモッグの影響を反映したもの。縦長の帯は各波長帯における紫外線の透過度。

成層圏内では、酸素分子が、太陽からの242 nm以下の波長の紫外線を吸収して光解離し、酸素原子になる反応が進行する。この酸素原子が酸素分子と結びついてオゾンとなる。また生成したオゾンは320 nm以下の波長を持つ紫外線を吸収し、酸素分子と酸素原子に分解するという反応も同時に進行する（反応式のMは主に窒素や酸素の分子で、反応のエネルギーを受け取るという役割をしている）。

### オゾン生成のプロセス
各反応素過程は以下の4つの式で示される。h はプランク定数で、hν は振動数 ν の光の光子が持つエネルギーを表している。（それぞれの式における ν は、酸素分子やオゾン分子の吸収帯に対応する太陽からの紫外線の振動数に当たる。）
自然界でオゾンを生成する唯一の反応
{\displaystyle {\ce {O\ + O2\ + M -> O3\ + M}}}
生成したオゾンは紫外線を吸収して解離
{\displaystyle {\ce {O3\ + h\nu -> O\ + O2}}}
上記2式の反応速度は非常に早く、O₃ と O は平衡状態にあり、両者の和である奇数酸素 Ox = O₃ + O は変化しない。Ox を変化させる次の2つの反応は、比較的ゆっくりと進む。
生成反応
{\displaystyle {\ce {O2\ + h\nu -> 2O}}}
分解反応
{\displaystyle {\ce {O\ + O3 -> 2O2}}}
この反応のメカニズムは1930年にチャップマンによって考え出され、チャップマン機構と呼ばれる。大気中のオゾンは、その90%以上が成層圏に存在し、オゾン層では濃度は2–8 ppmと、地表の0.03 ppmと比較すれば非常に高い。
酸素分子の密度は、空気の密度に比例するので高度が高くなるほど低くなる。他方、酸素分子が吸収する紫外線は、太陽入射光の強度に比例するため高度が高いほど強い。オゾン生成はこれら高さと共に増大する量と減少する量の両方に依存するので、オゾン密度はある高度で極大となり、成層圏中部の20–30 km付近がそれにあたる。

### オゾンの輸送と分布
オゾンは主に、日射量の多い赤道上の熱帯成層圏下部で最も活発に生成されている。生成されたオゾンは赤道から両極に向かうブリューワー・ドブソン循環によって高緯度の成層圏に運ばれるので、中〜高緯度地域の方が熱帯地域よりもオゾンが多くなる。
ブリューワー・ドブソン循環は成層圏下部にあたる高度20 km付近で1年中続いているため、オゾン輸送は年中途切れない。しかし、冬に当たる成層圏には極付近に極渦というジェット気流帯があり、その南北をまたぐ熱や物質の輸送が起こりにくいので、熱の輸送が遮断されて低温になり、南極では冬の間に大量の極成層圏雲 (PSC) が生成される。春〜初夏にかけて、この氷の雲が融解すると同時に塩素原子が大量に発生する。PSCの表面ではオゾンの分解反応が促進され、オゾン濃度が急低下し春季にオゾンホールが発生する主因となる。一方、北極ではロスビー波の影響で極渦が南北に乱されるため、PSCの生成に至るほど気温は低下せず、オゾン濃度の低下も起こりにくい。

## オゾン層の役割
オゾン層は、太陽からの有害な波長の紫外線の多くを吸収し、地上の生態系を保護する役割を果たしている。
紫外線は波長によってUV-A (400–315 nm)、UV-B (315–280 nm)、UV-C（280 nm未満）に分類される。最も波長が短く有害なUV-Cは大気中のオゾン分子や酸素分子によって完全に吸収され、地表に届くことはない。UV-AとUV-Cの中間の波長を持つUV-Bは、そのほとんどがオゾン層によって吸収されるが、その一部は地表に到達し、皮膚の炎症や皮膚がんの原因となる。最も波長の長いUV-Aは、大半が吸収されずに地表に到達するが、有害性はUV-Bよりも小さい。UV-Aは、しわやたるみの原因になる。

## ドブソン単位
地球上のある地点における大気中のオゾン量を表す単位としてドブソン単位（ドブソンたんい、Dobson units）がしばしば用いられる。これは計測地点における地上から上空までの大気中に存在する全オゾンを集積して、0℃、1気圧の状態に換算した時の厚さとして表現される。これが1cmの厚さであれば 1 atm−cm であるが、通常はこの1/1000である m atm−cm（ミリアトムセンチメートル）を用い、これをドブソン単位とよび DU と略することもある。
オゾン量は緯度、あるいは季節などにも大きく左右されるが、赤道付近で約250 DUと少なく、中〜高緯度地域では300–450 DU程度となる。極地域にオゾンホールが生成した場合は中心部が100 DU程度になることもある。

## オゾン層形成の歴史
オゾン層は、46億年前に地球が誕生した当初から存在したわけではない。誕生当初の地球の原始大気は、主に二酸化炭素からなり、酸素分子はほとんど存在しなかったため、オゾンもほとんど存在しなかった。大気中に酸素分子が増え始めたと同時に、オゾンも増え始めたと考えられている。
原始大気には紫外線を吸収する物質が無いため、地上まで強い紫外線が降り注いでいたが、酸素濃度が上昇するとオゾンが増えて、地上に降り注ぐ紫外線の量は急速に減少していった。しかし当時、オゾン濃度が高いオゾン層が存在したのは、成層圏ではなく地上付近であった。これは、酸素濃度が薄いため、酸素を光解離させる紫外線が地上近くまで届くからである。酸素濃度が上がると同時に、紫外線の到達できる限界高度が高くなり、これに伴いオゾン層も上空へと移っていった。
原始大気では、酸素濃度の上昇ペースに比べて、オゾン濃度の上昇ペースの方が非常に大きかった。例えば、酸素が現在の100分の1と薄かった20億年前の大気でも、オゾンは現在の5分の1であった。オゾンの濃度は酸素に比べれば非常に薄く、酸素が少ない原始大気でも、紫外線の量は過去においても大きな変化は無いためで、現在と比べてそれほど少なくない量のオゾンが生成されていた。
また、5億4,000万–5億3,000万年前のカンブリア爆発や、4億年前の脊椎動物の陸上進出（両生類の誕生）に関しても、生物に有害な紫外線を低減するオゾン層との関係が考えられている。このころは、酸素濃度の上昇によってオゾン層の高度が高くなり、地上付近のオゾン濃度が低下した時期および、オゾン濃度が高くなり地上の紫外線が更に減少した時期に一致する。ただし、カンブリア爆発の原因を、多細胞生物の接着分子の生合成に必要とされる酸素濃度の上昇や、浅海域の拡大による生物の生息範囲の増加に求める説もあり、オゾン層とカンブリア爆発の関連性は証明されているわけではない。
なお、近年化石燃料の消費に伴い、大気中の酸素濃度が減少しているとの報告がある。平衡関係にある酸素の減少はオゾン濃度の低下に繋がる。ただし酸素の減少量は2005年時点では極めて小さな値（年平均0.0004%、224億トン）に留まっている。

## オゾン層の破壊
オゾンはヒドロキシラジカル、一酸化窒素、塩素原子などの存在によって分解される。これらは成層圏で自然にも発生するものであり、オゾンの生成と分解のバランスが保たれてきた。
ところが20世紀に入り、冷蔵庫、クーラーなどの冷媒やプリント基板の洗浄剤として使用されてきたフロンなど、塩素を含む化学物質が大気中に排出された。1974年にアメリカの大気化学者フランク・シャーウッド・ローランドとマリオ・モリーナは、成層圏で活性化した塩素原子はオゾンを分解することを指摘（両者はドイツのパウル・クルッツェンとともに1995年にノーベル化学賞を受賞）していたが、1985年にイギリスのジョゼフ・ファーマン、ブライアン・ガーディナー、ジョナサン・シャンクリンが南極上空のオゾンが春季に減少する現象を論文で発表したことでこれが国際的な問題として浮上し、同年にはオゾン層の保護のためのウィーン条約が採択、2年後の1987年にはモントリオール議定書が採択され、世界的にフロン規制が始まった。なお、日本の忠鉢繁らは1984年に春季の南極上空のオゾン減少に関する論文を発表していたが、このときは問題提起には至らなかった。
フロンは非常に安定な物質であるため、ほとんど分解されないまま成層圏に達し、太陽からの紫外線によって分解され、オゾンを分解する働きを持つ塩素原子ができる。普段、成層圏では塩素原子はメタンや二酸化窒素等と化合物を作って不活性化するが、これがブリューワー・ドブソン循環を通して両極に運ばれ、-80℃前後と低温の冬の極上空にできる極成層圏雲が触媒となって塩素分子が生成・集積される。そして、春季にこれが融けた時に活性化した塩素原子が大量に発生する。極成層圏雲は二酸化窒素 (NO₂) を取り込んでいるのでこれが解ける夏まで反応は続く。これにより春季にあたる9–10月頃の南極のオゾン濃度が急低下し、オゾンホールができると考えられている。
一酸化窒素 (NO) もオゾンの分解に寄与するが、亜酸化窒素 (N₂O) は紫外線により分解されるなどして一酸化窒素を生成するため、亜酸化窒素の増加もオゾン層破壊につながる。特に、塩素による破壊の影響がない環境下で、一酸化窒素による反応が強く働く。また、アメリカNOAAの研究チームの試算によると、オゾンの分解力はフロンより弱いが寿命が長いことや、フロン類の濃度が低下してきていることなどから、21世紀中におけるオゾン層破壊への寄与度は、フロンよりも亜酸化窒素の方が大きくなると考えられる。また、亜酸化窒素は温室効果ガスでもあることから京都議定書の削減対象にもなっている。
産業活動や自動車の排煙に含まれる大気汚染物質であり、火山ガスにも含まれる硫黄酸化物が反応して生成される硫酸エアロゾルも、触媒としてオゾンの分解に寄与する。フィリピンのピナトゥボ山が噴火して硫酸エアロゾル濃度が大きく増加した後の1992年・1993年には、北半球のオゾン濃度も大きく低下した。
オゾン層を破壊する物質としては、クロロフルオロカーボン（CFC）、ハイドロクロロフルオロカーボン（HCFC）、臭化メチル、四塩化炭素、ハロン、トリクロロエタン などがある。

### オゾン分解のプロセス
成層圏における、塩素原子による触媒反応系はダイマー駆動機構 (dimer-driven mechanism) と呼ばれ、その反応素過程は次のように示される。
{\displaystyle {\ce {{Cl}+ O3 -> {ClO}+ O2}}}
{\displaystyle {\ce {{ClO}+ {ClO}+ M -> {Cl2O2}+ M}}}
{\displaystyle {\ce {{Cl2}{O2}+ h\nu -> {Cl}+ ClOO}}}
{\displaystyle {\ce {{ClOO}+ M -> {Cl}+ {O2}+ M}}}
正味：{\displaystyle {\ce {{2 O3}+ h\nu -> 3 O2}}}
この塩素原子は、たった1つでオゾン分子約10万個を連鎖的に分解していくと考えられており、分解力が高い。
一酸化窒素は、下記の触媒反応によってオゾンを分解する。
{\displaystyle {\ce {{NO}+ O3 -> {NO2}+ O2}}}
{\displaystyle {\ce {{NO2}+ O -> {NO}+ O2}}}
ヨウ素は、下記の触媒反応によってオゾンを分解する。
{\displaystyle {\ce {{CH3I}+ h\nu -> {CH3}+ I}}}
{\displaystyle {\ce {{I}+ O3 -> {IO}+ O2}}}
{\displaystyle {\ce {{IO}+ IO -> {2I}+ O2}}}

### オゾン層の現状
このままオゾン層が破壊され地表に有害な紫外線が増えると、皮膚がんや結膜炎などが増加すると考えられている。紫外線のUV-Bは、皮膚がんのうち特に有棘細胞癌の主因の1つであることが知られているほか、白内障の原因の1つでもあり紫外線量と白内障有病率・進行度の有意な関係を示す疫学的研究もある。気象庁の観測によると、日本上空においても、オゾンの減少傾向が確認されている。しかし近年になってフロンガスの全世界的な使用規制が功を奏したとみられ、徐々にではあるがオゾンの減少に歯止めがかかってきており、問題は解決されつつある。
なお、「これまでに放出されたフロンが成層圏に届くまでには数十年かかるので、オゾン層破壊はこれから更に進行する」というのは誤解である。実際、対流圏でフロン濃度が最大になってから成層圏でフロン濃度が最大になるまでに要する時間は、3–4年程度である。一方、最近の研究によると、オゾン層の厚さは年によって違っており、その要因として季節変動やQBO、南極振動などとの関連が指摘されている
成層圏ではオゾン分子や酸素分子が紫外線を吸収する光化学反応によって大気が加熱され、それと大気自身が放出する赤外放射とが釣り合うことで気温が決まっているが、近年、成層圏では上空に放射される赤外放射の増加により対流圏とは逆に気温の低下が報告されている。

## オゾン層に関する近年の動き・フロン規制以後
2006年、オゾンホールは2050年頃にふさがると予想された
国立環境研究所の記者発表によると、今後しばらくは大規模なオゾンホールが残るものの、2020年頃からオゾンホールが縮小し始め、2050年頃には1980年レベルまで回復されるという結果が得られたとのこと。今の規制の中で2050年頃にオゾンホール消滅の期待が持てるものの、同時に今後数十年間に渡ってオゾンホールの大きい状態が続くという予測結果が出ている。またフロンなどがモデルの想定以上使用された場合には、オゾンホールの回復は更に遅れるとも述べられている。
フロンガス規制が効果を発揮 - オゾン層が回復中
フロンガスなどの排出規制の効果で、破壊が進んでいたオゾン層は1997年を境に回復傾向にあることが分かった（2006年8月31日）。フロンガス排出規制の効果で、破壊が進んでいたオゾン層は1997年をピークに回復傾向にあるという研究報告が、8月20日に発表された。この研究は、米ジョージア工科大学の研究チームが米航空宇宙局 (NASA) と米海洋大気庁 (NOAA) のデータに基づき行ったもの。地球の成層圏内のオゾンの量について、気球や地上に設置された機器、NASAやNOAAの衛星などから得られた25年分の観察結果を分析した。今回の研究報告によると、北極／南極上空の成層圏内のオゾンは、1979年から1997年にかけて減少が続いていたが、1997年を境に増加傾向にあるという。オゾン量の増加のうちの約半分は、成層圏上部（地表から11マイル以上）で観察されている。オゾン量の変化には、太陽の黒点周期や季節要因、成層圏内の風向きなど様々な要因が考えられるものの、この成層圏上部のオゾン量の増加は、ほぼ完全にフロンガスなどの排出規制の効果によるものだという。オゾン層破壊の人体への悪影響が最初に認識され始めたのは1980年。このレベルまでオゾンの量が回復するのは、今世紀半ばごろになる見込みだという。
2006年、気温の変動によって南極上空のオゾンホールが過去最大に
NASAなどによると、南極上空のオゾンホールが過去最大になる見込み。南半球の冬期に、南極上空の気温が例年よりも低かったことが原因。これから夏に向かう南半球では、紫外線の量が例年以上になりそうだという（2006年10月21日）。米航空宇宙局 (NASA) と米国海洋大気庁 (NOAA) は10月19日、南極上空のオゾンホールが拡大し、9月下旬には過去最大となったと発表した。オゾンは、太陽からの有害な紫外線の多くを吸収し、地上の生態系を保護する役割を果たしているとされている。特に北極・南極上空を中心に、1979年以降減少傾向にあったが、フロンガス排出規制の効果もあり、1997年を境に増加傾向にある、とNASAとNOAAは8月に報告していた。今回報告された南極上空のオゾンホール拡大には、成層圏の気温が関係しているという。NOAAのデータによると、2006年9月後半の南極上空の成層圏の気温が、華氏で約9度、平均よりも低かったという。この時期のオゾンホールの大きさは、890万–930万平方マイル（北米大陸ほどの大きさ）から、1,060万平方マイルほどに拡大していた。対流圏および成層圏のフロンガス量は減少傾向にあるが、40年以上も大気の中に留まるため、南極地域上空での成層圏内のフロンガスの減少は、今後5–10年の間は年0.1–0.2%程度にすぎないという。このため年によっては、南極上空の気温変動の影響が、ガス減少の効果を上回ってしまうことがあるという。
2008年時点での最新状況・気象庁「オゾン層観測報告：2007」
気象庁の最新データ・「オゾン層観測報告：2007」/2008/04/23によると、オゾンホールが注目された1980年代を中心にオゾン量の減少が進み現在も少ない状況が継続しており、南極オゾンホールは最大面積は依然として大きいと見られている。
しかし
- 1980年の南極付近のオゾンホールは300万km²南極大陸比0.2倍程度であったが、2005年以後の現状では2500-3000万km²大陸比2.2倍程度に達している。（1992年には既に2500万km²に達していた）
- 1980年時点の世界のオゾン総量を基準に考えた場合、2005年以後の現状では-3%強となっている。（1992–2001のピーク時で-6%）
- 「オゾン層観測報告：2007」の図1世界のオゾン全量月平均値の推移、図5南極オゾンホールの最大面積の推移、を見ると有意な変化が著しい。

2008年現在、いまだオゾン総量は少なくオゾンホールは大きいが1980–2001頃までのようにオゾン総量減少一途オゾンホール拡大一途な状況から停滞、若しくは底を打っており事態の悪化傾向は止まって年度ごとの振幅を繰り返しながら緩慢な回復傾向を示している状況である。
国連環境計画などの予測
2023年1月9日、国連環境計画(UNEP)などは、南極上空のオゾン層が2066年ごろに回復する見込みだとする予測を公表した。30年以上前から続けてきたオゾン層破壊物質の規制を進めることが前提で、「オゾンの回復は軌道に乗っている」とした。オゾンホールが出現する前の1980年の水準までオゾン層が回復するのは南極で2066年ごろ、北極で2045年ごろ、その他の地域で2040年ごろまでとみられている。